# Ebern
Ebern é uma cidade da Alemanha, localizado no distrito de Haßberge, no estado de Baviera.